# Glukuronolakton
Glukuronolakton je lakton odvozený od kyseliny glukuronové, který se přirozeně vyskytuje v lidském organismu. Zlepšuje paměť, koncentraci a snižuje únavu.
Glukuronolakton se používá v energizujících nápojích (Planet energy drink, RedBull, XS, …) ve vysokých koncentracích 2,4 g/l. V potravě se vyskytuje i přirozeně, ovšem v menších koncentracích.
Možné nežádoucí účinky relativně vysokých koncentrací prověřila EFSA (European Food Safety Authority) s tím, že stanovila bezpečnou mez, při které se nevyskytují žádné škodlivé účinky, na 1 g glukuronolaktonu na 1 kg tělesné hmotnosti jedince a den.